# Přehradní nádrže v Karlovarském kraji

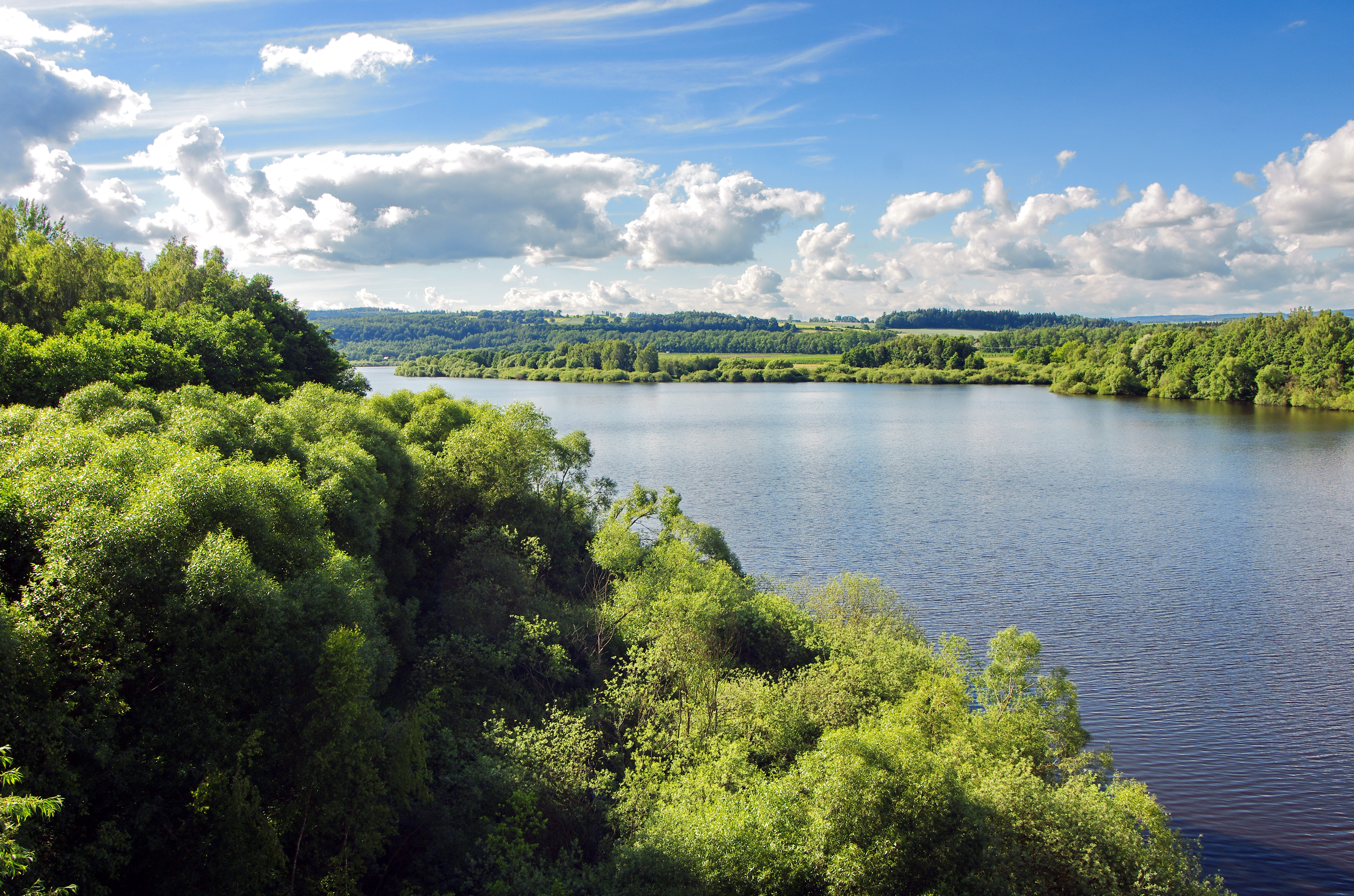
Vodní nádrž Skalka

Přehradní nádrže v Karlovarském kraji se nacházejí na několika různě významných tocích. Slouží převážně pro akumulaci a zásobování pitnou vodou pro městské aglomerace. Vedlejší účel většinou je protipovodňová ochrana a nalepšování průtoku pod hrází.
| Přehrada        | Řeka             | Rozloha (ha) | Hloubka (m) |
| --------------- | ---------------- | ------------ | ----------- |
| Březová         | Teplá            | 76,80 ha     | 17          |
| Horka           | Libocký potok    | 130,24 ha    | 34          |
| Jesenice        | Odrava           | 7,6 km²      | 18          |
| Mariánské Lázně | Úšovický potok   | 4,29 ha      | ???         |
| Myslivny        | Černá            | 4,06 ha      | ???         |
| Podhora         | Teplá            | 95,02 ha     | ???         |
| Skalka          | Ohře             | 378 ha       | 12          |
| Stanovice       | Lomnický potok   | 142 ha       | ???         |
| Tatrovice       | Tatrovický potok | 22 ha        | 25          |
| Žlutice         | Střela           | 167,39 ha    | 23,85       |